# Propositura di San Leonardo e di Santa Maria Assunta
La propositura di San Leonardo e di Santa Maria Assunta si trova a Lari, frazione di Casciana Terme Lari.

## Storia e descrizione
La chiesa risulta già esistente nel X secolo, periodo in cui il culto del santo occitano Leonardo limosino si diffonde in Toscana e nelle Colline di Lari (il culto è documentato, per esempio, anche a Lajatico, Stagno di Collesalvetti, Cerreto Guidi) e epoca in cui la Repubblica di Pisa - devota alla festa dell'Assunzione della Vergine - sta prendendo le forme e funzioni di una superpotenza regionale. 
Nel corso dei secoli la chiesa ha subito molte trasformazioni.
Una lapide sull'architrave del portale ricorda che nel 1420 fu ampliata; a questa fase appartengono le due statue in marmo, l'Angelo e l'Annunciata di Andrea di Francesco Guardi, scultore del Quattrocento pisano. La chiesa fu poi rinnovata in stile barocco e probabilmente fu allora che scomparvero i cicli ad affresco che la decoravano.
Risalgono al 1910 i lavori che conferirono all'edificio un aspetto neogotico sotto la guida di Torello Macchia; più tardi sulla parete sinistra fu collocato il notevolissimo rilievo in terracotta invetriata con la Madonna col Bambino di Giovanni della Robbia, che proveniva dalla Cappella dei Vicari del Castello.
Nella chiesa si conservano oggi tele cinque-settecentesche, tra le quali è una Madonna del Rosario di Giovanni Maria Butteri, databile all'inizio del Seicento.
Molto interessante anche la moderna Via Crucis (anni settanta del XX secolo), voluta dal proposto don Amedeo Deri dopo i restauri eseguiti dopo il Concilio Vaticano II. Particolarmente originale è la figura dell'uomo-televisione (simbolo della schiavitù mentale della TV degli uomini d'oggi) raffigurato nella stazione della Crocefissione.
Sulle due cantorie ai lati del presbiterio si trova l'organo a canne della ditta Michelotto, risalente all'ultimo quarto del XX secolo; a trasmissione elettrica, dispone di 16 registri su due manuali e pedale.

## Altre immagini

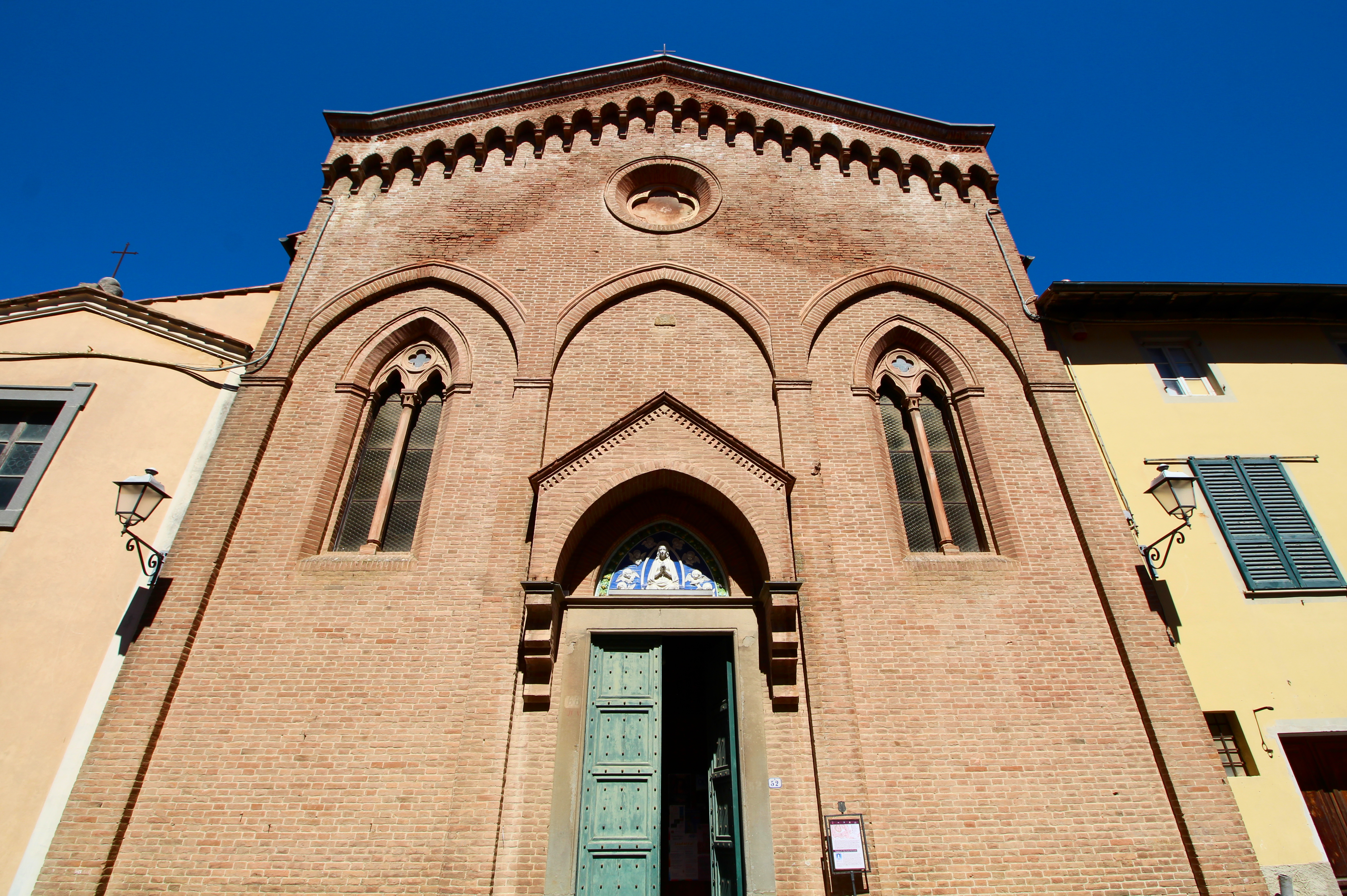
Facciata
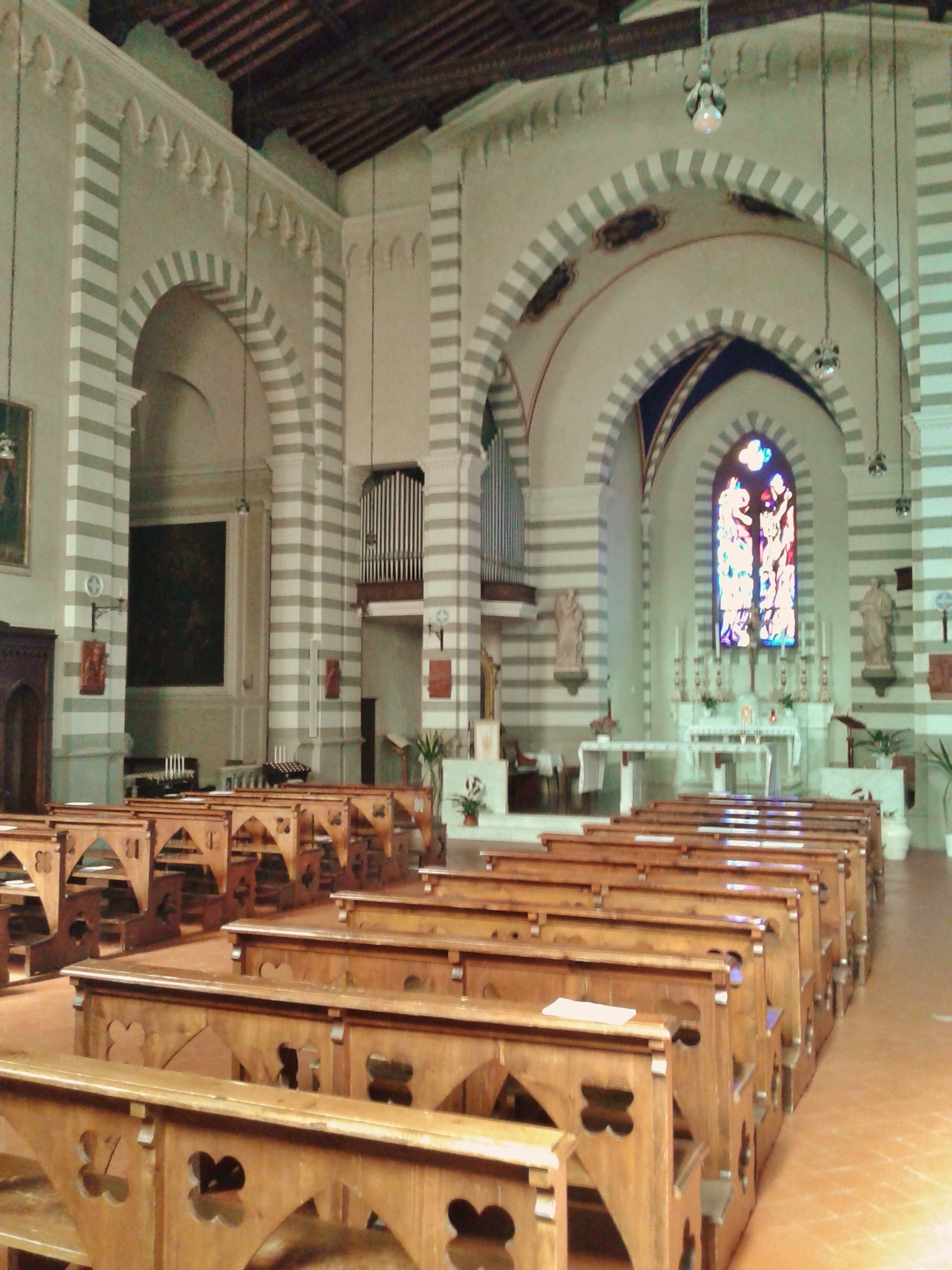
Interno
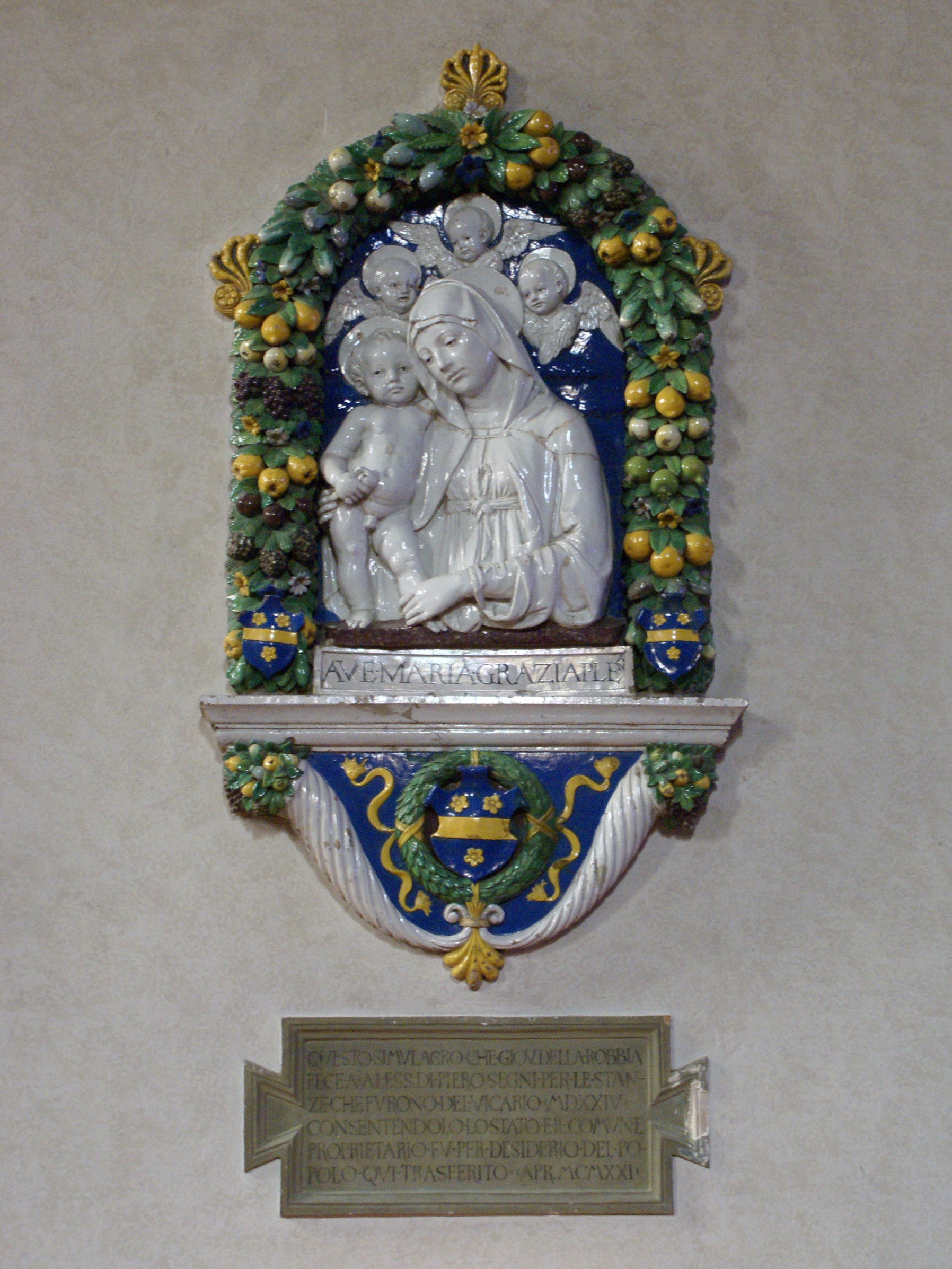
Madonna col Bambino, di Giovanni della Robbia